# Nada Dimić
Nada Dimić (Divoselo, kraj Gospića, 6. rujna 1923. — logor Stara Gradiška, 17. ožujka 1942.) bila je komunistička revolucionarka, sudionica Narodnooslobodilačke borbe i narodni heroj Jugoslavije.
Školovanje je započela u Gospiću, a potom je prešla u Zemun, gdje je kao učenica Trgovačke akademije 1938. godine postala članicom Saveza komunističke omladine Jugoslavije (SKOJ-a). Sudjeluje u radu revolucionarne mladeži Beograda kao sudionica u omladinskim i radničkim prosvjedima tijekom 1939. i 1940. godine. Nakon eseja u glasilu Društva „Branko Radičević” u kojemu je pisala o progonu studenata članova SKOJ-a na fakultetu, uhićena je i izbačena s akademije, sa zabranom upisa u sve srednje škole u Kraljevini Jugoslaviji.
Nakon napuštanja škole, posvetila se političkom djelovanju u Zemunu i bila je primljena u članstvo Komunističke partije Jugoslavije (KPJ-a). Krajem 1940. godine je prešla u Sisak, gdje je nastavila djelovati u sklopu KPJ-a. Kako bi izbjegla protjerivanje od strane ustaša, jer je službeno bila nezaposlena, partija joj pronalazi zaposlenje u frizerskom salonu u Prvoj ulici. Nakon okupacije Jugoslavije, u lipnju 1941. godine, sudjelovala je u stvaranju Sisačkoga partizanskog odreda, u kojemu je obavljala dužnost kurira. Radila je i u tehnici Okružnog komiteta KPH za Sisak. Krajem srpnja 1941. godine, prerušena u muško odijelo, otišla je u Sisak, kako bi uspostavila prekinutu vezu između Odreda i partijske organizacije u gradu, ali je tom prilikom uhićena.
Prilikom prijevoza u Zagreb, uspjela je popiti veliku količinu ljekova i otrovati se, pa je prebačena u zagrebačku bolnicu Sveti Duh. Uz pomoć zagrebačke partijske organizacije i liječnika, koji su bili simpatizeri partizana, uspjela je pobjeći iz bolnice i prebaciti se na Petrovu goru, u rujnu 1941. godine. Tu je dobila zadatak prijelaza na ilegalni rad u Karlovac. Prvo je sudjelovala u Okružnom komitetu SKOJ-a, a zatim u Okružnom komitetu KPH za Karlovac. Tu je surađivala s članovima SK KP Hrvatske — Josipom Krašom i Ivanom Marinkovićem.
Sudjelovala je u više partizanskih akcija, a posebnu ulogu je imala u održavanju partijskih veza Karlovca s partijskim rukovodstvom u Zagrebu i partizana na Petrovoj gori. Značajnu ulogu je imala u organizaciji upada partizana u Karlovac, u studenom 1941. u pokušaju oslobađanja iz bolnice uhićenoga tajnika KPH Marijana Čavića. Uhićena je 3. prosinca 1941. godine u Karlovcu i tom prilikom je ubila jednog agenta, a drugog ranila. Bila je prvo zatvorena u Karlovcu, a potom je prebačena u Zagreb, u zatvor na Savskoj cesti na mjestu današnjeg hotela Westin. Tijekom istrage bila je mučena, ali odbijala je bilo što priznati, čak i svoje pravo ime. Stoga je svugdje zapisana pod imenom „Ankica Vinek”, što joj je bilo lažno ime. Također, tijekom ilegalnog rada u Sisku i Karlovcu, služila se lažnim nadimcima — Žuta i Milka.
Izmučena i bolesna, u veljači 1942. godine prebačena je u logor Stara Gradiška, gdje je se razbolila od pjegavog tifusa. Strijeljana je 17. ožujka 1942. godine u logorskoj bolnici „Dr. Gavro”.
Odlukom predsjednika Federativne Narodne Republike Jugoslavije Josipa Broza Tita, 7. srpnja 1951. godine, proglašena je narodnom heroinom.

## Životopis

### Odrastanje
Rođena je 6. rujna 1923. godine u selu Divoselu, kod Gospića, u Lici. Njezin otac Todor Dimić bio je iz sela Ostrovica u Ravnim kotarima u sjevernoj Dalmaciji. Podrijetlom je bio iz siromašne seljačke obitelji, pa je 1904. godine s mnogim svojim sunarodnjacima otišao u Sjedinjene Američke Države u potrazi za poslom. Na poziv svojih roditelja, a posebno oca Marka Dimića, vratio se 1908. godine u rodni kraj kako bi se oženio. Ubrzo po povratku, oženio se Sarom Potkonjak iz Divosela i preselio se kod nje u kuću u zaseoku Klisa, gdje su živjeli skupa s njezinom majkom Mašom.
Todor i Sara Dimić rodili su osmero djece — Anku, Bogdana, Bosiljku, Savku, Marka, Milicu, Nadu i Veljka. Obitelj je živjela na malom posjedu, od poljoprivrede. Nadin otac je među prvima u svom kraju počeo s uzgojem stočne repe, nabavljao je nova poljoprivredna oruđa, sjemenke, umjetno gnojivo i dr. Za potrebe školovanja djece, otac je najprije prodao dio livada, a 1928. godine otišao u Sisak, gdje je desetak godina radio u tvornici likera i alkoholnih pića.
Nakon Todorova odlaska u Sisak, brigu o porodici je preuzela njegova žena Sara, uz pomoć svoje majke Maše. Nada je 1930. godine krenula u prvi razred osnovne škole u rodnom selu. Majka ju šalje u Kozarac, kod Prijedora, gdje je radila u bolnici. Nada je u Kozarcu završila prvi razred, a 1931. godine se, nakon smrti majke, vratila u rodno selo, gdje je i završila ostale razrede osnovne škole.

### Školovanje u Gospiću
Nakon završene osnovne škole, u rujnu 1934. godine upisuje gimnaziju u Gospiću. Za vrijeme gimnazijskih dana, došao je do izražaja Nadin talent za crtanje pa je često radila i portrete svojih školskih prijateljica te pisala literarne radove.
Nakon jedne njezine zadaće o teškom životu radnika u Lici, koje je vodstvo škole ocijenilo nepodobnim zbog bliskosti komunističkim idejama, skojevska grupa iz gimnazije je uspostavila kontakt s Nadom Dimić i ona je postala djelom omladinskog revolucionarnog pokreta. Nada je u Gospiću završila tri razreda gimnazije, a cetvrti je u razred završila u Zemunu, u koji odlazi sa sestrom nastaviti naobrazbu.

## Naslijeđe
Tvornica u Zagrebu na uglu Erdődyjeve i Branimirove ulice, nosila je ime „Nada Dimić”. Jedna ulica u Zemunu i bivša trgovačka akademija koju je pohađala, a sada srednja Ekonomska škola, također u Zemunu, nosi njezino ime.
Odlukom predsjednika Federativne Narodne Republike Jugoslavije Josipa Broza Tita, 7. srpnja 1951. godine, proglašena je za narodnog heroja.

## Vanjske poveznice
- zagrebačka trikotaža i pozamanterija Nada Dimić Hrvatska tehnička enciklopedija, portal hrvatske tehničke baštine. LZMK